# III. třída okresu Hradec Králové 2013/2014
V utkáních III. třídy okresu Hradec Králové 2013/2014, jedné ze skupin 9. nejvyšší fotbalové soutěže v Česku, se utkalo 14 týmů dvoukolovým systémem podzim – jaro. Tento ročník začal v srpnu 2013 a skončil v červnu 2014.
Postup do II. třídy okresu Hradec Králové 2014/2015 si zajistily první 2 týmy TJ Sokol Třebeš „B“ a TJ Sokol Skřivany. Sestoupil poslední tým FC Spartak Kobylice "B". 

## Konečná tabulka III. třídy okresu Hradec Králové 2013/2014
| Poř. | Tým                                  | Z  | V  | R | P  | VG | OG | B  |
| ---- | ------------------------------------ | -- | -- | - | -- | -- | -- | -- |
| 1.   | TJ Sokol Třebeš „B“                  | 26 | 21 | 2 | 3  | 95 | 25 | 65 |
| 2.   | TJ Sokol Skřivany                    | 26 | 19 | 4 | 3  | 73 | 24 | 61 |
| 3.   | AFK Sokol Dobřenice (N)              | 26 | 18 | 5 | 3  | 82 | 40 | 59 |
| 4.   | TJ Sokol Malšova Lhota               | 26 | 12 | 5 | 9  | 57 | 42 | 41 |
| 5.   | TJ Sokol Červeněves (S)              | 26 | 11 | 6 | 9  | 48 | 47 | 39 |
| 6.   | TJ Bystřice Boharyně                 | 26 | 11 | 3 | 12 | 52 | 45 | 36 |
| 7.   | TJ Sokol Nové Město nad Cidlinou (N) | 26 | 10 | 3 | 13 | 46 | 61 | 33 |
| 8.   | SK Třebechovice pod Orebem „B“ (N)   | 26 | 10 | 3 | 13 | 50 | 61 | 33 |
| 9.   | TJ Sokol Ohnišťany                   | 26 | 9  | 3 | 14 | 33 | 57 | 30 |
| 10.  | TJ Sokol Hořiněves (N)               | 26 | 7  | 7 | 12 | 39 | 57 | 28 |
| 11.  | TJ Jiskra Prasek                     | 26 | 7  | 3 | 16 | 42 | 67 | 27 |
| 12.  | FK Vysoká nad Labem „B“ (N)          | 26 | 6  | 5 | 15 | 38 | 65 | 23 |
| 13.  | FK Lužec nad Cidlinou (N)            | 26 | 5  | 8 | 13 | 30 | 50 | 23 |
| 14.  | FC Spartak Kobylice "B"              | 26 | 5  | 5 | 16 | 36 | 80 | 20 |

Poznámky:
- Z = Odehrané zápasy; V = Vítězství; R = Remízy; P = Prohry; VG = Vstřelené góly; OG = Obdržené góly; B = Body; (S) = Mužstvo sestoupivší z vyšší soutěže; (N) = Mužstvo postoupivší z nižší soutěže (nováček)

|  | Postup do II. třídy okresu Hradec Králové 2014/2015 |
|  | Sestup do IV. třídy okresu Hradec Králové 2014/2015 |